# Edith Summers Kelley
Edith Summers Kelley (* 28. April 1884 in Toronto, Kanada; † 9. Juni 1956 in Los Gatos, Kalifornien) war eine kanadische Schriftstellerin.

## Leben
Edith Summers wurde als Tochter schottischer Einwanderer in Toronto, Kanada geboren. Sie studierte an der University of Toronto, wo sie mit Auszeichnung in Sprachen abschloss. Anschließend zog sie nach Greenwich Village, New York City, wo sie den Schriftsteller Upton Sinclair kennenlernte, der ihr eine Stelle in seiner Helicon Home Colony anbot. Sie lernte den Schriftsteller Sinclair Lewis kennen, mit dem sie zwei Jahre lang verlobt war. Allerdings heiratete sie 1908 den Schriftsteller und Journalisten Allan Eugene Updegraff. Nachdem die Colony abgebrannt war, arbeitete sie als Lehrerin in einer Abendschule, um ihre beiden Kinder, die sie mit Updegraff hatte, zu finanzieren. Die Ehe scheiterte um 1913, und Summers heiratete später Fred Kelley, mit dem sie ebenfalls ein gemeinsames Kind hatte und durch das Land reiste.
Als sie mit Kelley auf einer Farm in Scott County, Kentucky lebte, erschien 1923 ihr erster Roman Weeds. Obwohl er gute Kritiken erhielt, hatte er keinen finanziellen Erfolg. Ihr zweiter Roman The Devil’s Hand wurde erst 18 Jahre nach ihrem Tod 1974 veröffentlicht.

## Werke
- 1923: Weeds
- 1974: The Devil’s Hand